# Incursione di Puerto Caballos (1594)
L'incursione di Puerto Caballos fu un evento bellico che ebbe luogo nell'ambito della guerra anglo-spagnola; nel corso di esso una piccola spedizione di navi organizzata dal conte di Cumberland venne inviata nei Caraibi al comando del capitano James Langton. A Puerto Caballos sulla costa della Real Audiencia de Guatemala allora colonia dell'impero spagnolo il 16 marzo 1594, Langton razziò il luogo e dopo tre giorni di battaglia prese possesso di sette navi che si trovavano al comando di Diego Ramirez oltre ad un cospicuo bottino.

## Antefatto
La guerra degli inglesi con la Spagna era iniziata da quasi dieci anni e le colonie spagnole, navi da guerra e mercantili erano soggetti a continui attacchi pirateschi da parte degli inglesi. Questi operavano in joint ventures ed una di queste spedizioni venne finanziata proprio sulla fine del 1592 dal conte di Cumberland. Guidata dal capitano James Langton sulla sua ammiraglia Anthony (120 tonnellate), la spedizione era composta dalla Pilgrim (100 tonnellate) al comando del capitano Francis Slingsby e dalla pinaccia Discovery; il gruppo partì da Plymouth all'inizio del 1593.
In agosto la flottiglia raggiunse i Caraibi, dopo aver fatto rifornimenti a St Lucia ed in Martinica, e dopo ave catturato del bottino razziando l'Isola di Margarita nell'attuale Venezuela ottenendo 2000 
ducati di profitto. Nei successivi sette mesi, Langton terrorizzò i porti spagnoli e le navi mercantili imponendo un blocco di due mesi a Hispaniola dove Langton riuscì a catturare nove navi spagnole ed a penetrare all'interno per attaccare l'area del fiume Soco dove si trovavano diversi mulini per la lavorazione della canna da zucchero. A febbraio, sconfisse due fregate spagnole presso Pedernales, una delle quali venne catturata ed annessa alla flotta; l'altra nave fece ritorno in Inghilterra con il bottino, ma prima si fermò a Puerto Caballos, altro obbiettivo dei pirati inglesi.

## L'incursione
Il 16 marzo 1594, Langton avvistò il porto di Puerto Caballos ed entrò nella sua baia, notando da subito un gran numero di navi nel porto. Sulla sua ammiraglia Anthony pose una bandiera falsa e Langton riuscì a penetrare nel porto e quindi a chiedere la resa di sette grandi navi che attendevano il loro carico, tutte sotto il comando di Diego Ramírez. La richiesta venne immediatamente respinta ma questo non fermò Langton e pertanto la mattina successiva iniziò un duello con le navi spagnole, danneggiando sia le navi che la città.
Il giorno successivo, Langton non era riuscito a ottenere di abbordare né di affondare le navi e pertanto decise di giocare l'ultima carta a sua disposizione. Lanciò quindi una delle navi catturate di 20 tonnellate a tutta velocità verso la nave ammiraglia di Ramirez. Il panico iniziò a diffondersi tra gli spagnoli che si convinsero ad abbandonare la nave per non colare a picco.
Langton colse l'occasione per abbordare la San Diego (250 tonnellate) il cui capitano, Luis de Sevilla, era rimasto ucciso nel precedente scontro a fuoco. Il resto delle navi spagnole venne pertanto abbordato. Oltre alla San Diego le navi catturate furono la Espíritu Santo (200 tonnellate), la San Antón de la Magdalena (120 tonnellate), la Presentación (140 tonnellate) e tre piccoli vascelli tra le 100 e le 120 tonnellate di carico.
Langton si portò in mare aperto e decise di chiedere il riscatto per il rilascio di due vascelli ma quando gli spagnoli si rifiutarono di pagare, Langton bruciò una delle due navi. Gli inglesi si concentrarono nel prendere quanto più bottino possibile da ogni nave della flotta di Ramirez. Langton, quando si ritenne soddisfatto, si preparò a lasciare il posto, e pertanto il terzo giorno partì con sei navi catturate al suo seguito e coi cannoni reperiti per impedire agli spagnoli di contrattaccare dalla riva.

## Conseguenze
Gli inglesi tornarono a Plymouth "tra grande gioia ed eccitamento" il 25 maggio ed al loro ritorno presenziò anche il conte di Cumberland in persona. I saccheggi non avevano fruttato molto oro, ma 5000 pelli, 57 ceste e 64 sacchi di indaco, 10 ceste di zucchero, 13.6 chili di perle, 10 tonnellate di legno, nove set di bottoni d'oro con smeraldi e un lingotto d'oro. Oltre a questi si contò anche un cannone di bronzo e altri beni vari.
La spedizione si rivelò un successo e fece di Langton un uomo molto ricco. Questo gli permise di finanziare altre spedizioni tra cui quella di El Dorado, la Spedizione di Preston Somers a Caracas ed il ritorno di Drake e Hawkins nei Caraibi l'anno successivo. Puerto Caballos fu oggetto di attacchi diverse volte prima della fine della guerra; l'ultimo avvenne nel 1603 quando Christopher Newport catturò la città e la mantenne per diciotto giorni.